# Treisbach (Eder)
Der Treisbach ist ein etwa 7,1 km langer, westlicher und orographisch linker Zufluss der Eder im nordhessischen Landkreis Waldeck-Frankenberg.
Seine zwei Quellen, die sich schon nach etwa 50 m vereinigen, befinden sich am Westhang des Lohkopfs (östlich von Sachsenberg) auf 402 m Höhe. Von dort fließt der Bach zunächst etwa 600 m nach Südosten, dann 600 m nach Osten um den Lohkopf herum und biegt dann nach Unterqueren der Landesstraße L 3084 (von Niederorke nach Sachsenberg) scharf nach Süden um. Er verläuft dann etwa 700 m nach Süden, anfangs östlich parallel zur L 3084, entlang der Ostflanke des Eichenbergs (394 m). Dann biegt er nach Osten um den Eichenberg herum, nimmt dabei einen aus dem Rückelsgrund von rechts (Westsüdwesten) kommenden Bach auf, ehe er kurz nach Süden und dann wieder nach Osten umbiegt und kurz danach die Kreisstraße K 92 (von Oberorke nach Viermünden) unterquert und danach im Wintertal unterhalb der Wüstung Schmengeberg zu mehreren Fischteichen aufgestaut ist. Nach weiteren rund 300 m Fließstrecke erreicht er den Hof Treisbach, den er südlich passiert und wo er wiederum zum Teich aufgestaut ist. Von dort fließt er weiter nach Osten durch das „Faule Bett“ und biegt nach einem weiteren Kilometer nach Ostnordost um, entlang der Südostflanke des Herzbergs (389,9 m). Etwa 1 km weiter unterquert der Bach die Trasse der Unteren Edertalbahn (Korbach – Frankenberg (Eder)) und mündet schließlich nach weiteren 200 m gegenüber dem Keseberg (431,2 m) auf 255 m Höhe in die Eder, etwa 400 m südlich der Orkemündung und 600 m südlich des Dorfs Ederbringhausen.